# Georg Lehmann (Theologe)

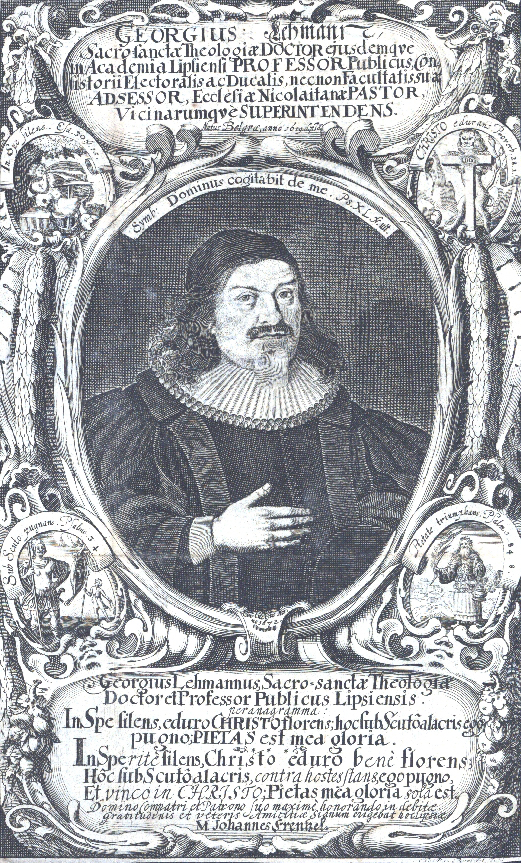
Georg Lehmann, Kupferstich von Christian Romstet

Georg Lehmann (* 9. September 1616 in Belgern; † 16. März 1699 in Leipzig) war ein deutscher lutherischer Theologe.

## Leben
Der Sohn des Ratsherrn Simon Lehmann († 1637) und dessen Ehefrau Maria Fischer hatte die Schule seines Geburtsorts besucht und frequentierte 1633 die Fürstenschule in Grimma. Nach dem Tod des Vaters bezog er 1638 die Universität Wittenberg, wechselte an die Universität Leipzig und erwarb dort 1642 den akademischen Grad eines Magisters. Nach kurzem Aufenthalt in Wismar kehrte er als kurfürstlicher Stipendiat nach Sachsen zurück, wo er 1652 Sonnabendprediger an der St. Nikolaikirche in Leipzig wurde.
1655 wurde er Pastor und Superintendent in Weißenfels. 1669 wurde er in Leipzig zum Doktor der Theologie promoviert und wurde 1670 in Leipzig Pastor an der Nikolaikirche und Superintendent von Leipzig. Mit diesem Amt hatte er auch eine theologische Professur an der Leipziger Hochschule übernommen, wurde damit verbunden Kanoniker in Zeitz und später Kanoniker in Meißen. Er war auch Senior der Meißnischen Nation, Assessor am Leipziger Konsistorium und Decemvir der Akademie geworden.

## Familie
Aus seiner am 12. November 1655 in Leipzig geschlossenen Ehe mit Barbara, die Tochter des Leipziger Kaufmanns und Ratsherrn Georg Wendland, sind ein Sohn und zwei Töchter hervorgegangen. Man kennt die Tochter Maria Barbara, die sich mit dem Merseburger Domdekan Johann Friedrich von Römer verheiratet hatte.

## Weblink
- Druckschriften von und über Georg Lehmann im VD 17.

| Personendaten    | Personendaten                   |
| ---------------- | ------------------------------- |
| NAME             | Lehmann, Georg                  |
| KURZBESCHREIBUNG | deutscher lutherischer Theologe |
| GEBURTSDATUM     | 9. September 1616               |
| GEBURTSORT       | Belgern                         |
| STERBEDATUM      | 16. März 1699                   |
| STERBEORT        | Leipzig                         |